# Olympische Jugend-Sommerspiele 2018/Teilnehmer (Sierra Leone)
| Gelbes Symbol für Goldmedaillen mit stilisierten Olympischen Ringen | Graues Symbol für Silbermedaillen mit stilisierten Olympischen Ringen | Braundes Symbol für Bronzemedaillen mit stilisierten Olympischen Ringen |
| ------------------------------------------------------------------- | --------------------------------------------------------------------- | ----------------------------------------------------------------------- |
| –                                                                   | –                                                                     | –                                                                       |

Die sierra-leonische Jugend-Olympiamannschaft für die III. Olympischen Jugend-Sommerspiele vom 6. bis 18. Oktober 2018 in Buenos Aires (Argentinien) bestand aus vier Athleten.

## Athleten nach Sportarten

### Beachvolleyball
Mädchen
| Athlet                                    | Wettbewerb                | Vorrunde | Vorrunde | Runde der 24    | Achtelfinale    | Viertelfinale   | Halbfinale      | Finale/Spiel um Platz 3 | Finale/Spiel um Platz 3 |
| Athlet                                    | Wettbewerb                | Gegner Ergebnis | Rang     | Gegner Ergebnis | Gegner Ergebnis | Gegner Ergebnis | Gegner Ergebnis | Gegner Ergebnis         | Rang                    |
| ----------------------------------------- | ------------------------- | --- | -------- | --------------- | --------------- | --------------- | --------------- | ----------------------- | ----------------------- |
| Isatu Mariama Wurrie Bah Kaday Iye Kairah | Beachvolleyball – Mädchen | Lisbeth Allcca Merino/Medalyn Mendoza N 0–2 Ana Paula Sinaportar/Mercia Mucheza N 0–2 Emilie Olimstad/Frida Berntsen N 0–2 | 4        | ausgeschieden   | ausgeschieden   | ausgeschieden   | ausgeschieden   | ausgeschieden           | ausgeschieden           |

### Leichtathletik
Jungen
| Athlet      | Wettbewerb | 1. Runde | 1. Runde | 2. Runde | 2. Runde | Gesamt  | Gesamt |
| Athlet      | Wettbewerb | Zeit     | Rang     | Zeit     | Rang     | Zeit    | Rang   |
| ----------- | ---------- | -------- | -------- | -------- | -------- | ------- | ------ |
| Noah Conteh | 100 m      | 11,45 s  | 25       | 10,95 s  | 24       | 22,40 s | 24     |

### Schwimmen
Jungen
| Athlet      | Wettbewerb    | Vorrunde | Vorrunde | Halbfinale    | Halbfinale    | Finale        | Finale        |
| Athlet      | Wettbewerb    | Zeit     | Rang     | Zeit          | Rang          | Zeit          | Rang          |
| ----------- | ------------- | -------- | -------- | ------------- | ------------- | ------------- | ------------- |
| Joshua Wyse | 50 m Freistil | 28,57 s  | 47       | ausgeschieden | ausgeschieden | ausgeschieden | ausgeschieden |